# Aljibe

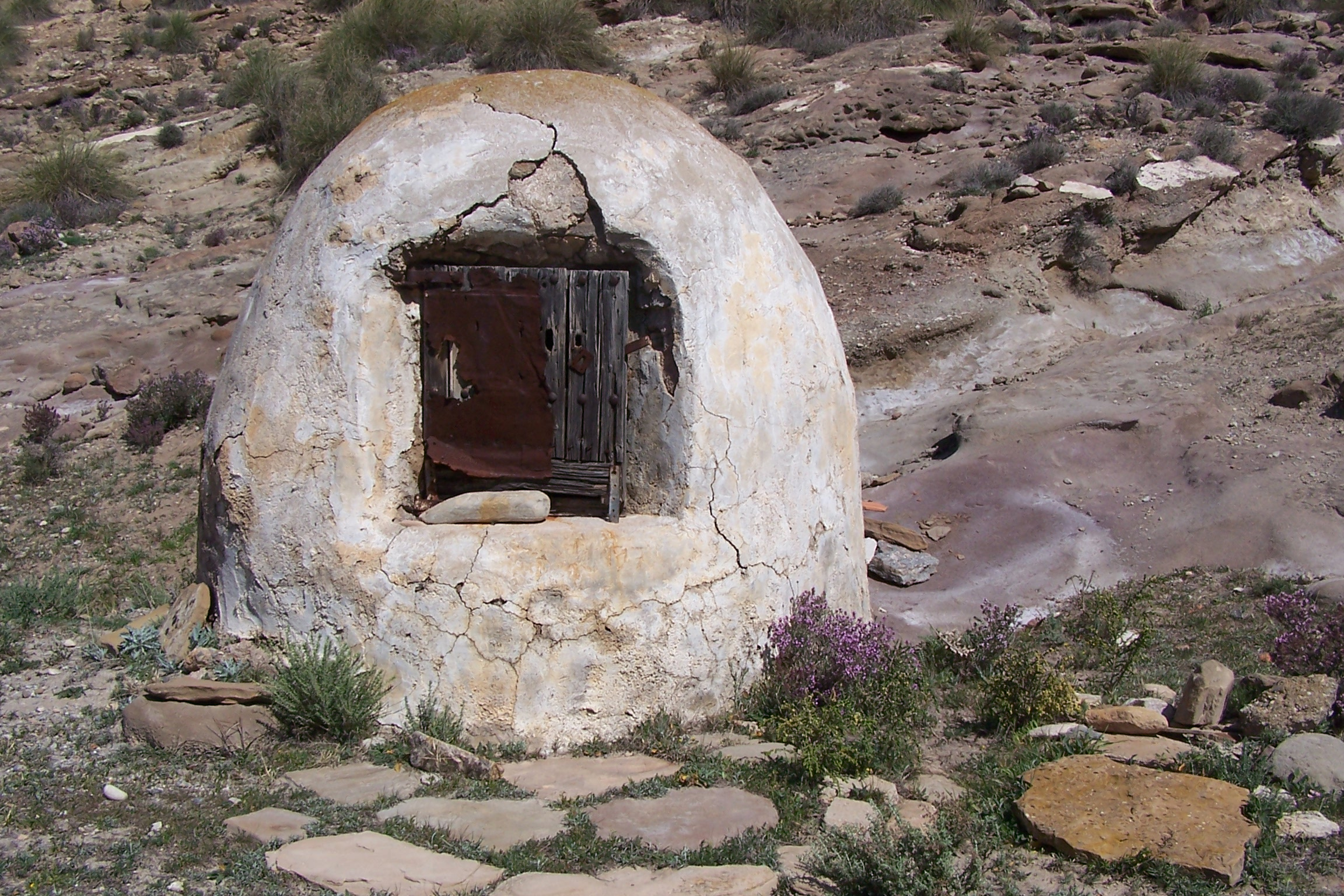
Een aljibe uit Andalusië (omgeving Sorbas). Het water komt rechts van de berghelling en stroomt in de aljibe.

Een aljibe is een waterput zoals die veel voorkomt in Spanje. De herkomst van de aljibe is al zeer oud; de Romeinen gebruikten al aljibes om vers water te halen.

## Werking
Omdat vers en schoon drinkwater in de droge delen van Spanje, met name de regio Andalusië, schaars was, legde men al vroeg speciale waterputten aan. Het grondwater zit in de bergachtige delen vaak te diep en biedt te weinig om de dorpelingen van vers water te voorzien. Om drinkwater te verkrijgen legde men op berghellingen aljibes aan, die het water opvingen. Regenwater dat langs de helling naar beneden stroomt, wordt via kunstmatige geulen opgevangen in een waterdicht gemaakte put, waaromheen een huisje gebouwd is. Dit om het water koel en vrij van dorstige dieren te houden en verdamping te voorkomen. Op de plaats waar het water de put in sijpelde, werden stenen geplaatst om drinkende dieren te beletten het water op te likken.
Hoewel deze techniek al meer dan 2000 jaar oud is, wordt ze nog steeds gebruikt om vers (irrigatie)water te verkrijgen.

## Etymologie
Het Spaanse aljibe komt van het Arabische al-jūb. Jubs zijn watergoten die het bovengrondse deel vormen van het systeem dat steunt op het ondergrondse aquaduct qanat.